# Nyctimene robinsoni
Nyctimene robinsoni (Thomas, 1904) è un pipistrello appartenente alla famiglia degli Pteropodidi, diffuso in Australia .

## Descrizione

### Dimensioni
Pipistrello di medie dimensioni, con la lunghezza della testa e del corpo tra 86 e 98 mm, la lunghezza dell'avambraccio tra 65 e 70 mm, la lunghezza della coda tra 21 e 31 mm, la lunghezza delle orecchie tra 16 e 20 mm e un peso fino a 56 g.

### Aspetto
Il colore del dorso e della testa è bruno-grigiastro, mentre le parti ventrali sono color crema, bruno-rossastre sui fianchi e nel basso ventre. Lungo la spina dorsale è presente una sottile e ben definita striscia nerastra. Il muso è corto, tozzo e largo, gli occhi sono grandi. Le narici hanno la forma di due piccoli cilindri che si estendono ben oltre l'estremità del naso e sono spesso ricoperte di macchie gialle. Le orecchie sono corte, arrotondate e cosparse di macchie gialle. Le ali sono marroni e cosparse di macchioline giallognole e marroni scure. La coda è lunga e si estende completamente fuori dall'uropatagio, il quale è ridotto ad una sottile membrana lungo la parte interna degli arti inferiori.

## Biologia

### Comportamento
Si rifugia solitariamente od in piccoli gruppi sugli alberi e nella densa vegetazione. Durante il volo emette un suono acuto e penetrante.

### Alimentazione
Si nutre di specie native di Ficus, ma anche di frutti di Eugenia erythrocalyx, Guava, Syzygium corniflorum e Randia sessilis.

### Riproduzione
Le femmine danno alla luce un piccolo all'anno tra ottobre e dicembre.

## Distribuzione e habitat
Questa specie è diffusa in Australia, lungo le coste del Queensland, le coste settentrionali del Nuovo Galles del Sud e le isole di Magnetic e Moa. Gli esemplari di N. cephalotes catturati in Nuova Guinea potrebbero appartenere a questa specie.
Vive nelle foreste pluviali tropicali, boschi, foreste aperte, brughiere e nei frutteti.

## Conservazione
La IUCN Red List, considerato il vasto areale e la popolazione numerosa, classifica N. robinsoni come specie a rischio minimo (Least Concern)).